# Melchor Díaz
Melchor Díaz (circa 1500 – Sonorawoestijn, 1541) was een Spaans ontdekkingsreiziger in dienst van Francisco Vásquez de Coronado. Vásquez ging op pad om het gebied ten noorden van Mexico-Stad te verkennen en de mythische steden Cíbola en Quivira te vinden.
Melchor Diaz heeft de monding van de rivier de Colorado gevonden, waar deze uitmondt in de Golf van Californië. Daarvandaan is hij met zijn expeditieleden stroomopwaarts gevaren tot aan het punt waar de Gila in de Colorado stroomt.
Hij stierf aan verwondingen die hij bij een ongeluk had opgelopen. Rijdend te paard wierp hij een speer naar een hond die zijn schapen aanviel. De speer kwam vast te zitten in de grond en Diaz reed erop in en viel van zijn paard. Hij werd door zijn mannen op een geïmproviseerde brancard meegenomen, maar overleed onderweg  na een twintigtal dagen in januari 1541.